# سید حسین فلاح نوشیروانی
سید حسین فلاح نوشیروانی رکنی (زادهٔ ۱۲۸۱ در بابل، درگذشتهٔ ۲۳ اسفند ۱۳۵۰) بازرگان و نیکوکار ایرانی بود. دانشگاه صنعتی نوشیروانی بابل توسط او پایه‌گذاری شده‌است.
او مردی بود که بنا به گفته‌ها، چهار پنجم از ثروت خود را در جهت امور خیریه و کمک به مستمندان و ارتقاء سطح بهداشت، رفاه و آموزش مردم هزینه نموده است.

## زندگینامه

مدرسهٔ «احمدی» بارفروش (بابل) در دوران احمدشاه قاجار. نوشیروانی سال‌های پایانی تحصیلات خود را در این مدرسه گذراند.

### آغاز زندگی
حسین فلاح نوشیروانی در سال ۱۲۸۱ در روستای نوشیروان‌کلای بارفروش (بابل کنونی) در یک خانواده مذهبی، کشاورز و دامدار زاده شد. وی از دوران کودکی دارای هوش سرشاری بود که او را در روستا زبانزد کرده بود. حسین در شش سالگی توانست عم جزء را نزد یک ملاباجی به نام «ملاخیران» فرا بگیرد و سپس ظرف مدت سه ماه در نزد آخوندی به نام «شیخ محمد سالاری» قرآن را ختم کند.

### تحصیلات
حسین حدود هفت سال داشت که به توصیهٔ جد مادریش، «سید آقا نوشیروانی» وی را به شهر «بارفروش» فرستادند تا بتواند درس بخواند. از این رو پدرش اتاقی در نزدیکی «مدرسهٔ صدر» (حوزهٔ علمیهٔ بارفروش) در محلهٔ «فیضیه» برایش اجاره کرد. حسین دورهٔ هشت سالهٔ دبستان را در دو مدرسهٔ «شرافت» (در محلهٔ «بی‌سرتکیه») و «احمدی» (در محلهٔ «زرگرمحله») گذراند و همیشه در زمرهٔ شاگردان خوب و ممتاز بود. او در حین تحصیلات ابتدایی در دبستان، علوم دینی را هم نزد طلاب حوزه علمیه فرا گرفت. نوشیروانی پس از پایان هشت سال درس خواندن در دبستان، تحصیل را رها کرد و تصمیم به ورود به تجارت و بازار کار گرفت.

### آغاز به کار
پس از پایان تحصیلات ابتدایی، نوشیروانی برای یافتن و آغاز کار به مشهد رفت. او به مدت سه سال در مشهد کار کرد و سپس تصمیم به مهاجرت به تهران گرفت. او در مسیر مشهد به تهران دچار بیماری سختی شد و امید کمی به بهبودی‌اش می‌رفت؛ اما در حوالی نیشابور توسط یک خانواده نجات یافت و پس از بهبودی کامل، راهی تهران شد.

### ورود به بازار تهران
با ورود نوشیروانی به تهران، او با حقوق ماهانهٔ ۴ تومان در تجارتخانهٔ «حکیم‌زاده یزدی» مشغول به کار شد. اعتماد حکیم‌زاده به نوشیروانی به حدی بود که او را به خانهٔ خود برد و به مانند یکی از اعضای خانواده با او رفتار می‌کرد. امانت‌داری، راست‌گویی و هوش بالای نوشیروانی موجب شد تا او بسیار زود پیشرفت کند و به مدیریت داخلی تجارتخانه منصوب شود. نوشیروانی به مدت ۱۷ سال در تجارتخانهٔ حکیم‌زاده ماند و همچنین در خانهٔ آنها زندگی کرد.

## پیشرفت
امانت‌داری، صداقت و هوش سرشار او باعث شد به سرعت مراحل ترقی را بپیماید و به مدیریت داخلی تجارتخانه منصوب شود. پاکی و درست‌کرداری او موجب شد که صاحب تجارتخانه یکی از آشنایان خود را که از اهالی یزد بود برای همسری به وی معرفی کند. بعد از مدتی سید حسین خودش وارد بازار تجارت شد و در اندک زمانی با هوش و ذکاوت خود توانست در بازار آهن ایران سرآمد شود. اما او حتی در زمانی که مستأجر بود برای دیگران خانه ساخت و مخارج عده‌ای از دانش‌آموزان و دانشجویان را تأمین می‌نمود؛ و هر سال برای صدها تن از آنان لباس و لوازم التحریر تهیه می‌کرد تا در خفا به آنها اهدا شود.
روزی با راننده‌اش به روستای دیوا رفت در میدان روستا عده‌ای را می‌بیند که به گرد زنی جمع شده‌اند آن زن در حال خونریزی بود بلافاصله با اتومبیل خود او را به شهر می‌رساند اما در بیمارستان شهر خونی وجود نداشت که به زن تزریق شود به راننده‌اش دستور داد که زن را به ساری برساند و با رساندن خون به زن او را از مرگ حتمی نجات داد. چندی نمی‌گذرد که در روستای دیوا درمانگاه و در شهر بابل بانک خون را می‌سازد. وی بسیاری از خدماتش را محرمانه انجام داده است به عنوان مثال در هنگام احداث بانک خون، خودش با اهدا پانصد سی‌سی آن را بی‌سر و صدا افتتاح کرد. او وصیت نمود بعد از مرگش مراسم او را به سادگی برگزار کنند. وی از خط خوبی برخوردار بود. وی همواره می‌گفت: «همه باید تلاش کنیم تا ایران را بسازیم و بدین منظور از شهر و روستای خود آغاز کنیم» با وجود موانع و سختی‌های زیاد در احداث اماکن مختلف، هیچگاه از تداوم اقدامات خیر خواهانه خود دلسرد نشد دائم نگران مستمندان، بیماران و ۲۰۰ نفر از یتیمانی بود که در پرورشگاه اهدایی او به سر می‌بردند.
مرحوم نوشیروانی بعد از بهبود اوضاع مالی به پاس زحمات خانواده‌ای که در حوالی نیشابور جهت بهبود حالش و رهاییش از مرگ کوشیده بودند، ساختمانی ساخت و به آنها اهدا کرد.

## زندگی شخصی

### ازدواج
پس از سال‌ها کار و زندگی در کنار حکیم‌زاده، او به نوشیروانی توصیه کرد که ازدواج کند و بدین منظور، دختر امام‌جمعهٔ یزد «حجت‌الاسلام طاهری» را که از آشنایان‌اش بود به وی معرفی کرد و آن‌ها با هم ازدواج کردند. این ازدواج تا پایان زندگی نوشیروانی پابرجای بود. همسرش، رباب طاهری تا سال ۱۳۸۶ در قید حیات بود و پس از مرگ در انگلستان، به ایران منتقل و در بهشت زهرا دفن شد.

### فرزندان
از وی سه فرزند به یادگار مانده است. وحید نوشیروانی دارای دکترای اقتصاد از آمریکا، که سال‌ها در دانشگاه شهید بهشتی تهران تدریس می‌نمود،  حمید نوشیروانی که فوق لیسانس رشته مهندسی برق از انگلستان می‌باشد و  هما نوشیروانی دارای دکترای روانپزشکی از انگلستان هستند. فرزندان وی نیز راه نیک پدر را ادامه داده و می‌گویند «چراغی که مرحوم نوشیروانی برافروخت هرگز خاموش نخواهد شد» ایجاد حرکتی تحت عنوان net school در تعدادی از مدارس برای اطلاع‌رسانی و آشنایی دانش آموزان با دانش روز، که علاوه بر بابل در چند شهر دیگر نیز ایجاد شده‌است تعمیر و احداث درمانگاه، احداث مدرسه، چراغانی کردن کل مسیر جاده بابل _ قائم شهر … بدین ترتیب همچون فرزند خلف پدر خویش دنبال روی وی بوده‌اند.

## مهمترین اقدامات

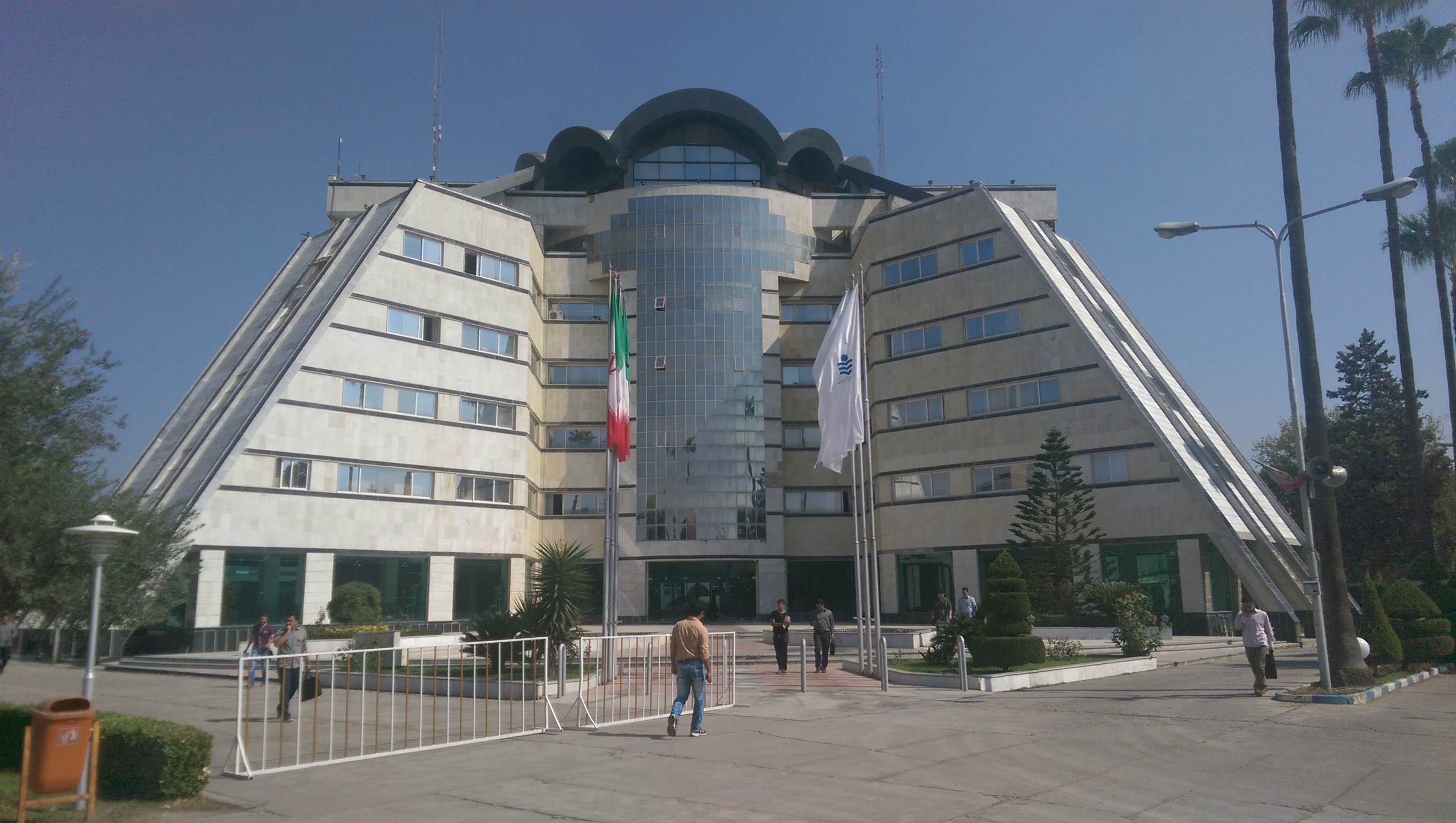
دانشگاه صنعتی نوشیروانی بابل

- - احداث آب‌انبار در سال ۱۳۱۶ در شهر یزد (به دلیل علاقه به مردم یزد و همسرش)
- - احداث دبستان شش کلاسه در روستای نوشیروانکلا در سال ۱۳۲۳
- - احداث مسجد در روستای نوشیروانکلا در سال ۱۳۲۴
- - احداث و تکمیل حمام در روستای نوشیروانکلا در سال ۱۳۲۴
- - لوله کشی آب مشروب در روستای نوشیروانکلا
- - تعمیر پل در روستای درویش خاک
- - تعمیر پل نقارچین محله بابل
- - احداث دبستان در روستای آردکلا از توابع شهرستان بابل
- - احداث درمانگاه در روستای دیوا از توابع شهرستان بابل
- - اهدا زمین به اداره آموزش و پرورش شهر بابل (اکنون دو مدرسه مائده و هاشمی نژاد در آن واقع است)
- - تأمین هزینه عروسی ده‌ها نوعروس و داماد
- - اهدا خانه به صاحب خانه ای که در ایام کودکی به مدت دو سال در آنجا ساکن بود
- - احداث ساختمان جذامیان در مشهد
- - اهدای بورس تحصیلی به حدود ۱۰۰ نفر از دانشجویان
- - احداث ۴ دبستان به نام چهار تن از دانشمندان در چهار شهر کشور
- - احداث کارخانه قند در خوی و ارومیه
- - احداث زایشگاه ام‌البنین (بنام مادر خود) در بابل سال ۱۳۴۷
- - ایجاد بانک خون در بابل در سال ۱۳۴۸
- - ایجاد پرورشگاه در بابل در سال ۱۳۴۵؛ اکنون این پرورشگاه سال‌هاست که طی انجام مراحل قانونی و سازمانی، تحت نظارت سازمان بهزیستی قرار گرفته‌است و به عنوان مرکز نگهداری معلولین ذهنی زنده یاد نوشیروانی در حال فعالیت است. در حال حاضر (تا آذرماه ۱۳۹۴)در این مرکز تعداد ۱۲۵ معلول ذهنی و جسمی بالای ۱۴ سال (۵۸ نفر خواهران، ۶۷ نفر برادران) نگهداری می‌شوند. نگهداری و مراقبت از این معلولان توسط کارکنان تلاشگر و زحمتکش و در چهار شیفت ۱۲ ساعته به صورت شبانه‌روزی انجام می‌شود. علاوه بر این، تعداد ۳۰۰ معلول دیگر که توسط خانواده‌ها در منازل نگهداری می‌شوند، پرونده آن‌ها در مرکز نگهداری موجود بوده و تحت حمایت همه‌جانبه این مرکز هستند. قسمت اعظم هزینه‌های این مرکز توسط خیرین و نیکوکاران تأمین می‌شود.
- - تأسیس آموزشگاه حرفه ایی در بابل سال ۱۳۴۵
- - کمک نقدی به دلیل سانحه آتش‌سوزی شهر ساری در سال ۱۳۴۶
- - کمک نقدی به اردوی کار استان مازندران
- - کمک نقدی به زلزله زدگان نقاط مختلف ایران
- - کمک غیر نقدی جهت ساخت مدرسه اسلامی در بابل
- - ساخت مدرسه نوشیروانی در بابل
- - ساخت مسجد نوشیروانی (امام حسن مجتبی (ع))
- - کمک برای ساخت پل روستای کله بست
- - کمک به احداث پل بهمنمیر
- - تأسیس انیستیتو تکنولوژی در شهر بابل
- - احداث تجارتخانه روغن و صابون ماگارین (خروس نشان) در جاده ورامین
- - حفر چاه عمیق آب مشروب جهت استفاده ساکنین کردکوی
- - احداث کارخانه روغن کشی در کرد کوی و کارخانه‌های پنبه پاک کنی در گنبد و گرگان
- - بیمارستان روزبه تهران
- - اهدای ۲۰ هکتار زمین جهت احداث پارک در حومه بابل
- و ده‌ها آثار دیگر که برای مردم ساخته است یا تعمیر کرده‌است.
- در ارزش این اماکن همین بس که تنها زمین دانشکده فنی بابل (۱۱۰ هزار متر مربع) بنابر محاسبه کارشناسان امروزه بیش از هفتادهزار میلیارد ریال ارزش گذاری شده‌است. مرحوم نوشیروانی در هنگام افتتاح دانشکده فنی بابل (۱۳۵۲) در حالی که ۶۹ بهار را پشت سر گذاشته بود در ۲۳ اسفند سال ۱۳۵۰ در اثر بیماری قلبی در تهران درگذشت و در روستای زادگاهش به خاک سپرده شد در هنگام مرگ وصیت نمود از صرف مخارج زائد بپرهیزند و او را در حیات مسجد محله اش دفن کنند تشیع جنازه اش در حضور خیل عظیمی از جمعیت برگزار شد.

## نکوداشت
مردم بابل ارادت بسیاری به او دارند و در سال‌روز درگذشت او مراسم نکوداشتی در دانشکده فنی بابل و روستای زادگاهش برگزار می‌شود. در اردیبهشت ماه امسال نیز مراسمی در روستای دیوا «از توابع شهرستان بابل» به پاس زحمات آن مرحوم برگزار شد که حدود ۱۰۰۰۰ نفر در زیر باران شدید حضور داشته‌اند.

## بن‌مایه‌ها
- یعقوب‌زاده، رحیم (۱۳۸۲). «نوشیروانی قلبی به وسعت دریا». خانواده سبز. تهران (۸۵). دریافت‌شده در ۲۱ آذر ۱۳۹۴.